# Diocese de Lodi
A Diocese de Lodi (Dioecesis Laudensis) é uma circunscrição eclesiástica da Igreja Católica na Itália, pertencente à Província Eclesiástica da Lombardia e à Conferenza Episcopale Italiana, sendo sufragânea da Arquidiocese de Milão.
A sé episcopal está na Catedral de Lodi, na Região da Lombardia.

## Territorio
A diocese fica na Provincia de Lodi, e em algumas comunas das provincias de Pavia, Milão e Cremona. Seu território é dividido em 123 paroquias.

## História
Em 304-305 foram martirizados em Laus Pompeia (o antigo nome de Lodi Vecchio) Vitor, Nábos e Félix, que deram inicio à cristianização da cidade.
A diocese foi fundada por São Bassiano, primeiro bispo da Cidade, de 374 até 409.
Depois da distruição de Lodi Vecchio para os Milaneses em 1133 a Cidade foi recostruida no sitio atual para o Imperador Federigo Barba Ruiva em 3 de agosto 1158.
O segundo bispo da cidade nova foi São Alberto Quadrelli, segundo patrono da diocese.

## Religiosos famosos de Lodi
- Santa Francisca Xavier Cabrini, patrona dos imigrantes.
- São Bassiano, primeiro Bispo em absoluto de Laus Pompeia, o antigo nome da Cidade.
- São Gualtero (sec. XIV), São Giuliano, São Ciriaco e São Tiziano (primeros bispos de Laus).
- Beato Vicente Grossi
- Padre Carlos Gnocchi
- Padre Luis Savaré

## Administração
Bispos historicamente associados à diocese:
- São Bassano (374-409) Siciliano, nascido em Siracusa
- São Juliano (427-445)
- São Ciriaco (450-451)
- São Tiziano (474-476)
- São Venanzio (VI sec.)
- Proietto (563-575)
- Donato (679-680)
- Ippolito (759-761)
- Eriberto (827-842)
- Tiago I (?-852)
- Uberto (?-856)
- Ramberto (?-863)
- Gerardo I (876-894)
- Ildegardo (898-928)
- Olgerio (929-941)
- Ambrogio I (942-945)
- Aldegrauso (951-970)
- André (970-1002)
- Notker (1002-1027)
- Ambrogio II (1027-1051)
- Obizzo (1059-1083)
- Fredenzone (1083-1090)
- Rainaldo (?-1092)
- Arderico I da Vignate (1103-1127)
- Allone (?-1128)
- Guido (?-1134)
- Giovanni I (1135-1143)
- Lanfranco (1143-1158)
- Alberico I da Merlino (1158-1168) scismàtico
- São Alberto Quadrelli (1168-1173) foi vigario em Rivolta d'Adda
- Alberico II dal Corno (1173-1189) Lodigiano
- Arderico II di s. Agnese (1189-1216)
- Giacomo II da Cerreto O. Cister. (1216-1217)
- Ambrogio III dal Corno (1217-1218) Lodigiano, jà conego da Catedral de Lodi
- Ottobello (Soffientini?) (1218-1243)
- Bongiovanni Fissiraga (1252-1289) Lodigiano
- Raimondo Sommariva O.P. (1289-1296) Lodigiano
- Bernardo Talenti (1296-1307) Lodigiano, già canonico della Cattedrale
- Egidio Dell’Acqua (1307-1312) Lodigiano
- Scisma (1312-1318)
- Beato Leão Palatini O.F.M. (1318-1343)
- Lucas Castelli O.F.M. de Como (1343-1353)
- Paulo I Cadamosto (1354-1386) jà conego da Catedral de Reggio Emilia
- Pietro I Della Scala (1388-1392) Veronés
- Bonifacio Buttigelli O.S.A. (1393-1404)
- ... (1404-1407)

Bispos documentados:
- Giacomo III Arrigoni O. P.(1407-1419) Lodigiano
- Gerardo II Landriani (1419-1437) de Milão
- Antonio I Bernieri (1437-1456) de Parma
- Carlo I Pallavicino (1456-1497) de Monticelli d'Ongina
- Octaviano Maria Sforza (I 1497-1499)
- Administração apostolica de Claudio de Seyssel (1501-1512), depois arcebispo de Turim
- Octaviano Maria Sforza (II 1512-1519)
- Gerolamo I Sansone (I 1519-1527) già vescovo di Arezzo (1511-1519)
- Octaviano Maria Sforza (III 1527-1533) già vescovo di Arezzo (1519-1527)
- Gerolamo I Sansone (II 1533-1536)
- Cardeal Tiago Simonetta † (4 de agosto 1536 - 20 de junho 1537
- João II Simonetta † (1537 - 1556
- Gianantonio I Cardeal Capizucchi (1557-1569) Romano
- Antonio II Scarampo (1569-1576) de Casale Monferrato
- Gerolamo II Federici (1576-1579) de Treviglio
- Ludovico I Taverna (1579-1616)
- Michelangelo Seghizzi O.P. (1616-1625) Lodigiano, fiz parte da Inqusição Apostolica
- Clemente Gera (1625-1643)
- Pedro II Cardeal Vidoni(1644-1669) de Cremona
- Serafim Corio C.R.T. (1669-1671)
- João Batista I Rabbia C.R.T. (1671-1672) nunca coseguir tomar posse
- Bartolomeu Menatti (1673-1702) de Como
- Ortensio Visconti (1702-1725)
- Carlos II Ambrogio IV Mezzabarba (1725-1741) nomeado Patriarca titular de Alessandria do Egito
- Josè I Gallarati (1742-1765)

- Salvatore Andreani B (1765-1784) de Milão
- Gianantonio II Della Beretta (1785-1816)   Milanese, barão (nomedo por Napoleão)
- Alexandre Maria Pagani (1819-1835) de Cremona
- Caetano Benaglio (1837-1868) Bergamasco, falecido com cem anos
- Domingos Maria Gelmini † (1871-1888) de Ossago Lodigiano
- João Batista II Rota † (1 de junho 1888 - 1913)
- Pedro III Zanolini † (6 de julho 1913 - 1923)
- Ludovico Antomelli O.F.M. † (24 de março 1924 - 1927)
- Pedro IV Calchi Novati † (8 de julho 1927 - 11 de junho) jà Bispo de Bobbio (1914-1927)
- Tarcisio Vicente Benedetti O.C.D. † (11 de novembro 1952 - 24 de maio 1972 de Treviolo està sepultado na cripta da Catedral de Lodi)
- Julio Oggioni † (28 de setembro 1972 - 20 de maio 1977 nomeado Bispo de Bergamo)
- Paulo Magnani (27 de julho 1977 - 19 de novembro 1988 nomeado Bispo de Treviso)
- Tiago Capuzzi (7 de março 1989 - 14 de novembro 2005 de Manerbio Bispo  emerito desde 2005)
- Giuseppe Merisi (14 de novembro 2005 - 26 de agosto 2014); de Treviglio, jà Bispo Auxiliar de Milão
- Maurizio Malvestiti (26 de agosto 2014); de Filago